# Marcos Calderón
Marcos Calderón Medrano (Lima, 11 luglio 1928 – Oceano Pacifico, 8 dicembre 1987) è stato un allenatore di calcio peruviano.
È deceduto nel disastro aereo dell'Alianza Lima dell'8 dicembre 1987.

## Carriera
Ha guidato la Nazionale peruviana ai Mondiali 1978.

## Palmarès

### Allenatore

#### Competizioni nazionali
- Campionato peruviano: 7

Sport Boys: 1958
Universitario: 1964, 1966, 1967
Sporting Cristal: 1972
Alianza Lima: 1975
Sporting Cristal: 1980